# Fujitsu Technology Solutions
Fujitsu Technology Solutions est l'entreprise issue de la fin de la coopération entre Siemens et Fujitsu au sein de Fujitsu Siemens Computers. Elle a été créée en 2009 à la suite du rachat des parts de Siemens par Fujitsu.